# 崔眞喆
崔 眞喆（チェ・ジンチョル、최진철、1971年3月26日 - ）は、大韓民国出身の元サッカー選手。サッカー指導者。ポジションはディフェンダー。

## 経歴
全羅南道珍島郡生まれ、済州島出身。本貫は全州崔氏。187cmの長身で、体格を生かしたマンマークを得意とする。ディフェンスラインならば両サイドでもセンターでもプレーできる器用さも持ち合わせる。1996年のデビュー以来、全北現代モータース一筋でプレーした。
韓国代表としても活躍し、FIFAワールドカップには2002年、2006年と2大会連続でメンバーに選ばれた。
引退後は2008年から2012年まで江原FCのコーチ、2013年から2015年まで韓国代表のU-17の監督を務めた。2016年より浦項スティーラースの監督に就任したが、シーズン途中の9月に成績不振のため辞任した。

## 所属クラブ
- 崇実大学校
- 全北現代モータース 1996-2007

## 代表歴

### 出場大会
- 韓国代表
  - 2002 FIFAワールドカップ
  - 2006 FIFAワールドカップ

### 試合数
- 国際Aマッチ 66試合 5得点（1997年-2006年）[3]

| 韓国代表 | 国際Aマッチ | 国際Aマッチ |
| 年       | 出場        | 得点        |
| -------- | ----------- | ----------- |
| 1997     | 1           | 0           |
| 1998     | 0           | 0           |
| 1999     | 0           | 0           |
| 2000     | 0           | 0           |
| 2001     | 4           | 0           |
| 2002     | 21          | 2           |
| 2003     | 8           | 0           |
| 2004     | 15          | 2           |
| 2005     | 3           | 1           |
| 2006     | 14          | 0           |
| 通算     | 66          | 5           |